# Милорад Мандић
Милорад Мандић Манда (Београд, 3. мај 1961 — Београд, 15. јун 2016) био је српски и југословенски позоришни, телевизијски, филмски глумац и ТВ водитељ.

## Биографија
Рођен 3. маја 1961. године од оца који је био војно лице у породици у којој је поред себе имао млађег сестру и брата. У својој 21. години је постао члан београдског аматерског Експерименталног драмског студија. 6 година касније је дипломирао глуму на Факултету драмских уметности у класи професора Владимира Јевтовића. Након дипломирања је постао члан београдског дечјег позоришта „Бошко Буха”. 
Године 1989. је снимио више од 270 епизода емисије „Бајка за лаку ноћ”, приче за лаку ноћ које су се емитовале на националној телевизији. Од 1989. до 1995. је водио емисију за децу „С оне стране дуге”, што га је уз Бранка Коцкицу, учинило најпопуларнијим дечјим глумцем и забављачем. Од 1995. је водио емисију „Више од игре“ на Пинк.
Милорад Мандић је играо у бројним српским филмовима. Најзапаженија улога му је у филму Срђана Драгојевића „Лепа села лепо горе”. Од телевизијских улога, истиче се улога Милашина у серији „Село гори, а баба се чешља” Радоша Бајића.
Био је водитељ дечије емисије „Тајни агент Изи” на Пинк од септембра 2002. до јуна 2003, зато што је та дечија емисија прешла на БК телевизији од јуна 2003. до септембра 2004. Био је водитељ квиза „Узми или остави”, који се приказивао на телевизији Б92. Водио је и квиз „Ја волим Србију”, који се приказивао на Првој српској телевизији и квиз „Коло среће” на Хепију са Сорајом Вучелић.
Преминуо је на сцени током претпремијере представе „Петар Пан“ у Установи културе „Вук Караџић”, 15. јуна 2016. године од последица срчаног удара. Сахрањен је 18. јуна 2016. године у Алеји заслужних грађана на Новом гробљу у Београду уз тонове своје омиљене песме „Несаница” и присуство великог броја колега. Сахрањен је поред својих глумачких колега Велимира Бате Живојиновића и Драгана Николића.

## Филмографија
| Год.         | Назив                                  | Улога                     |
| ------------ | -------------------------------------- | ------------------------- |
| 1980-е       |                                        |                           |
| 1986.        | Шпадијер један живот                   | Зоран                     |
| 1987.        | Конац комедије                         |                           |
| 1987.        | Већ виђено                             | Зоран                     |
| 1987.        | Бољи живот                             | Веселин Милић „Миле Пиле“ |
| 1987.        | Седми дан                              |                           |
| 1987 — 1988. | Вук Караџић                            | Игрић                     |
| 1988.        | Браћа по матери                        | Учитељ                    |
| 1988.        | Сентиментална прича                    | Илија                     |
| 1989.        | Како је пропао рокенрол                |                           |
| 1989.        | Другарица министарка                   |                           |
| 1990-е       |                                        |                           |
| 1990.        | Под жрвњем                             | Душан, син Јокин          |
| 1990.        | Ожалошћена породица                    | адвокат Петровић          |
| 1994.        | Два сата квалитетног ТВ програма       | Топузић                   |
| 1994.        | Слатко од снова                        | Дух Елвиса Преслија       |
| 1996.        | Лепа села лепо горе                    | Виљушка                   |
| 1997.        | Лажа и паралажа                        | вереник Батић             |
| 1998.        | Купи ми Елиота                         | Мон Блан                  |
| 1998.        | Три палме за две битанге и рибицу      | Терза                     |
| 1998.        | Ране                                   | билдер                    |
| 1999.        | Точкови                                | Милета                    |
| 2000-е       |                                        |                           |
| 2000.        | Рат уживо                              | Аца                       |
| 2001.        | Апсолутних 100                         | Рунда                     |
| 2002.        | Рингераја                              | Поп Пера Мацузић          |
| 2002.        | Тајни агент Изи                        | себе (водитељ), (глас)    |
| 2002.        | Мртав ’ладан                           | Радован                   |
| 2003.        | Сироти мали хрчки 2010                 | Шеф обезбеђења            |
| 2003.        | Казнени простор                        | Перица                    |
| 2003.        | Наша мала редакција                    | Муња                      |
| 2003.        | Мали свет                              | Полицајац                 |
| 2004.        | Пљачка Трећег рајха                    | Подбадач                  |
| 2004.        | Сиви камион црвене боје                | Шеф паравојске            |
| 2004.        | Јесен стиже, дуњо моја                 | Скелеџија                 |
| 2005.        | Ми нисмо анђели 2                      | Телохранитељ              |
| 2005.        |                                        | Миле                      |
| 2005.        |                                        | Саво                      |
| 2005 — 2006. | Идеалне везе                           | комшија Вујић             |
| 2005.        | Ивкова слава                           | Курјак                    |
| 2006.        | Ми нисмо анђели 3                      | мајор Рахим               |
| 2007.        | Клопка                                 | Инспектор                 |
| 2007.        | Живот је сан                           |                           |
| 2007.        | Коњи врани                             | скелеџија                 |
| 2007.        | Промени ме                             | Андрија                   |
| 2007.        | Позориште у кући (2007)                | Радин                     |
| 2007.        | Премијер (ТВ серија)                   | Јован Петровић, премијер  |
| 2007 — 2008. | Вратиће се роде                        | муштерија                 |
| 2008.        | Април и детективи (ТВ филм)            | Тимотије                  |
| 2007 — 2015. | Улица липа                             | Гаги                      |
| 2009.        | Село гори... и тако                    | Милашин                   |
| 2009.        | Јесен стиже, дуњо моја (ТВ серија)     | скелеџија                 |
| 2010-е       |                                        |                           |
| 2011.        | Нова Година у Петловцу                 | Милашин                   |
| 2012.        | Будва на пјену од мора                 | професор Миле             |
| 2012.        | Вир                                    |                           |
| 2012.        | Јагодићи (ТВ серија)                   | инспектор Кунц            |
| 2013.        | Певај, брате!                          | Момчило Девић Моца        |
| 2013.        | Равна Гора (ТВ серија)                 | Капетан Узелац            |
| 2014.        | Систем                                 |                           |
| 2014.        | Мала историја Србије                   | Милорад Мандић Манда      |
| 2015.        | Горчило - Јеси ли то дошао да ме видиш | Преле Обад                |
| 2013.        | Последњи и први                        | доктор Ђорђевић           |
| 2015.        | За краља и отаџбину                    | Капетан Узелац Тараш      |
| 2015.        | Комшије (ТВ серија)                    | Корнелије                 |
| 2015.        | Последњи и први                        | Др Ђорђевић               |
| 2016.        | Браћа по бабине линије                 | Милашин                   |
| 2007 — 2017. | Село гори, а баба се чешља (ТВ серија) | Милашин                   |
| 2017.        | Повратак                               | Лаза сликар               |